# C. J. Anderson
Pour les articles homonymes, voir Anderson.
(en) Statistiques sur pro-football-reference
Cortrelle Javon « C. J. » Anderson, né le 10 février 1991 à Vallejo, est un joueur américain de football américain.
Depuis 2013, ce running back joue pour les Broncos de Denver en National Football League (NFL). 